# Formatie van Névremont
De Formatie van Névremont is een serie gesteentelagen in de ondergrond van België, die behoren tot het Devoon. De formatie bestaat voornamelijk uit lagen kalksteen en schalie (schiefer) en ligt aan het oppervlak in de provincies Namen, Luik, en het uiterste zuiden van Limburg. Ze is genoemd naar het gehucht Névremont ten westen van Aisemont in de provincie Namen.

## Beschrijving
Het onderste deel van de Formatie van Névremont bestaat uit een afwisseling van schalie (schiefer) en kalk-mudstone. Lokaal kunnen zandige lagen of dolomietlagen voorkomen. De kalk-mudstone bevat veel solitaire en kolonievormende koralen uit de uitgestorven orde Rugosa. Daarnaast komen er koralen van de orde Tabulata en brachiopoden in voor, en soms crinoïden. De kalksteen blijft micritisch van aard, ook in lagen waarin veel bioklasten (fossielen) voorkomen.
Het bovenste deel van de formatie bestaat uit kalksteen, die deels is gedolomitiseerd. Er komen opnieuw Rugosa-koralen in voor, en stromatoporen. Aan de top van de formatie is de kalksteen knollig ("nodulair") van aard.

## Stratigrafie en verspreiding
De Formatie van Névremont komt aan het oppervlak (dagzoomt) in het noorden en centrale deel van de Ardennen. Ze ligt daar geplooid in het noordelijk deel van het Synclinorium van Dinant en zuidelijk deel van het Synclinorium van Namen. De formatie komt ook voor in delen van het Massief van de Vesder in het oosten van de provincie Luik, in de Voerstreek en aangrenzend gebied.
De dikte van de formatie is rond de 70 meter bij het stratotype, dat zich in het centrale deel van het Synclinorium van Namen bevindt. Naar het oosten neemt de dikte echter af: ten noorden van Verviers is de formatie geslonken tot een niet meer dan vier meter dik pakket.
Hoewel er weinig conodonten in de formatie aanwezig zijn, die de belangrijkste gidsfossielen zijn voor de biostratigrafie van het Devoon, is duidelijk dat de formatie tot het onderste deel van de etage Givetiaan behoort. Dit plaatst de formatie in het Midden-Devoon, met een ouderdom van rond de 386 miljoen jaar.
In het grootste deel van het verspreidingsgebied ligt de Formatie van Névremont bovenop bordeauxrode schalie en groengrijze zandsteen en conglomeraat van de Formatie van Pépinster. In het westen van de Synclinoria van Dinant en Namen ligt de formatie boven op kalkige silt- en zandsteen die tot de Formatie van Rivière wordt gerekend. In vrijwel het hele verspreidingsgebied wordt de Formatie van Névremont afgedekt door kalksteen en schalie van de Formatie van Le Roux.